# Liste der Baudenkmale in Lindow (Mark)
In der Liste der Baudenkmale in Lindow (Mark) sind alle Baudenkmale der brandenburgischen Stadt Lindow (Mark) und ihrer Ortsteile aufgelistet. Grundlage ist die Veröffentlichung der Landesdenkmalliste mit dem Stand vom 31. Dezember 2020. Die Bodendenkmale sind in der Liste der Bodendenkmale in Lindow (Mark) aufgeführt.

## Baudenkmale in den Ortsteilen
In den Spalten befinden sich folgende Informationen:
- ID-Nr.: Die Nummer wird vom Brandenburgischen Landesamt für Denkmalpflege vergeben. Ein Link hinter der Nummer führt zum Eintrag über das Denkmal in der Denkmaldatenbank. In dieser Spalte kann sich zusätzlich das Wort Wikidata befinden, der entsprechende Link führt zu Angaben zu diesem Denkmal bei Wikidata.
- Lage: die Adresse des Denkmales und die geographischen Koordinaten. Link zu einem Kartenansichtstool, um Koordinaten zu setzen. In der Kartenansicht sind Denkmale ohne Koordinaten mit einem roten beziehungsweise orangen Marker dargestellt und können in der Karte gesetzt werden. Denkmale ohne Bild sind mit einem blauen bzw. roten Marker gekennzeichnet, Denkmale mit Bild mit einem grünen beziehungsweise orangen Marker.
- Bezeichnung: Bezeichnung in den offiziellen Listen des Brandenburgischen Landesamtes für Denkmalpflege. Ein Link hinter der Bezeichnung führt zum Wikipedia-Artikel über das Denkmal.
- Beschreibung: die Beschreibung des Denkmales
- Bild: ein Bild des Denkmales und gegebenenfalls einen Link zu weiteren Fotos des Baudenkmals im Medienarchiv Wikimedia Commons

### Banzendorf
| ID-Nr.            | Lage                       | Bezeichnung                            | Beschreibung | Bild                                   |
| ----------------- | -------------------------- | -------------------------------------- | --- | -------------------------------------- |
| 09170242 Wikidata | Banzendorfer Straße (Lage) | Dorfkirche mit Kirchhofmauer           | Die Dorfkirche wurde wahrscheinlich 1640 erbaut, dieses Jahr steht auf der Wetterfahne. Im Inneren befindet sich ein Kanzelaltar aus dem Jahr 1718. Der Turm aus dem 17. Jahrhundert wurde 1971 abgetragen. | weitere Bilder                         |
| 09171043          | Banzendorfer Straße (Lage) | Grabstätte Degebrodt, auf dem Kirchhof | Die Grabstätte entstand nach 1912 und befindet sich östlich der Kirche auf dem Kirchhof. Ihre Einfriedung besteht aus einem Eisengitter im Jugendstil. Gegenüber dem Eingangstor befinden sich drei Gedenktafeln für Wilhelm, Friedrich und Fridericke Degebrodt. Die Familie Degebrodt waren Großgrundbesitzer in Banzendorf. | Grabstätte Degebrodt, auf dem Kirchhof |

### Hindenberg
| ID-Nr.   | Lage                 | Bezeichnung                                                  | Beschreibung                                                    | Bild           |
| -------- | -------------------- | ------------------------------------------------------------ | --------------------------------------------------------------- | -------------- |
| 09171111 | Hindenberg 25 (Lage) | Schulgehöft, bestehend aus Schulhaus, Nebengebäude und Stall | Das traufständige eingeschossige Gehöft wurde 1885/1886 erbaut. | weitere Bilder |

### Keller
Keller liegt etwa drei Kilometer östlich von Lindow. Der Ort gehörte nachweislich seit 1438 zum Kloster Lindow. Im Jahre 2001 wurde Keller ein Ortsteil von Lindow, damals lebten hier 172 Einwohner.
| ID-Nr.   | Lage             | Bezeichnung                                                                              | Beschreibung | Bild               |
| -------- | ---------------- | ---------------------------------------------------------------------------------------- | --- | ------------------ |
| 09171024 | Keller (Lage)    | Dorfkirche mit Kirchhofmauer                                                             | Die evangelische Dorfkirche wurde 1734 erbaut. Sie ist ein Saalbau mit eingezogenem Turm. Der Turm hat ein Pyramidendach. Im Inneren befindet sich eine einfache Ausstattung aus der Bauzeit. Der Kanzelaltar stammt aus dem Jahr 1744. | weitere Bilder     |
| 09171843 | Keller 10 (Lage) | Schulgehöft, bestehend aus Schulhaus, Stallgebäude und Einfriedung                       | Die ehemalige Schule wurde um 1900 erbaut. Sie ist ein traufständiger, eingeschossiger Bau mit einem Schopfwalmdach. Der Eingang befindet sich in der Mitte, rechts ist das Klassenzimmer der Einklassenschule, links vom Eingang liegt eine Lehrerwohnung. Im Dachboden befinden sich Stuben. Zur Schule gehört ein Stall. | BW                 |
| 09171846 | Keller 49 (Lage) | Gehöft, bestehend aus Wohnhaus, drei Wirtschaftsgebäuden, Einfriedung und Hofpflasterung | Der Vierseithof befindet sich an der Nordseite der Dorfstraße in der Nähe der Dorfkirche. Erbaut wurde der Hor um 1905. Das Wohnhaus ist ein eingeschossiger Bau mit einem Satteldach. Das Haus hat fünf Achsen, in der Mitte befindet sich der Eingang. An den Ecken befinden sich Risalite mit Dreiecksgiebel. Rechts und links des Wohnhauses befinden sich Ställe, und parallel zum Wohnhaus eine Durchfahrtscheune. Die Hofpflasterung aus der Bauzeit ist erhalten. | weitere Bilder     |
| 09171852 | Keller 50 (Lage) | Zwei Wirtschaftsgebäude                                                                  | Die Wirtschaftsgebäude sind Teil eines Vierseithofs. Das rechte Gebäude wurde 1900 erbaut, das linke Gebäude um 1905. Am rechten Gebäude befindet sich auf der Giebelseite ein Dreipass, an dem linken Gebäude ein Davidstern mit den Initialen des Bauherren „E. G.“. | weitere Bilder     |
| 09171854 | Keller 52 (Lage) | Wirtschaftsgebäude                                                                       | Das Wirtschaftsgebäude wurde als das linke Stallgebäude eines Vierseithofs um 1890 erbaut. Es ist ein eingeschossiger, giebelständiger Bau. Der untere Teil wurde aus Feldstein erbaut, der obere aus Backstein. Es ist das letzte Gebäude in dieser Mischbauweise in Keller. | Wirtschaftsgebäude |

### Klosterheide
Klosterheide liegt etwa drei Kilometer nördlich von Lindow. In Klosterheide befindet sich das Klinikum Klosterheide.
| ID-Nr.   | Lage                           | Bezeichnung | Beschreibung | Bild |
| -------- | ------------------------------ | --- | --- | --- |
| 09170287 | Klosterheider Straße (Lage)    | Gedenktafel für die Opfer des Todesmarschs (1945), rechts von Nr. 22                                                  | Die Inschrift lautet: „Todesmarsch April 1945 der Häflinge des KZ Sachsenhausen. Über 6000 wurden auf diesem Marsch durch die SS ermordet. Ihr Vermächtnis lebe in unseren Taten fort.“ | Gedenktafel für die Opfer des Todesmarschs (1945), rechts von Nr. 22                                                  |
| 09171878 | Klosterheider Straße 11 (Lage) | Wohnhaus, heute Gasthaus „Klosterheide“                                                                               | Das Wohnhaus war Teil eines Vierseithofs und wurde im Jahr 1887 erbaut. Es ist ein eingeschossiges, traufständiges Wohnhaus mit einem Satteldach und einem hohen Sockel. Das Haus hat sieben Achsen und ist symmetrisch gegliedert, in der Mitte liegt der Eingang, davor eine kurze Treppe. Über den äußeren Fenstern sind Dreiecksgiebel angeordnet. Unter dem Dach befindet sich ein Drempel mit Okuli. Heute wird das Haus als Gasthof betrieben.                                                                                                 | Wohnhaus, heute Gasthaus „Klosterheide“                                                                               |
| 09171879 | Klosterheider Straße 16 (Lage) | Wohnhaus | Das Wohnhaus war Teil eines Dreiseithofs, erbaut wurde es wahrscheinlich 1890. Es ist ein eingeschossiger, traufständiger Bau mit einem Satteldach. In der mittleren von sieben Achsen befindet sich der Eingang. Die Fassade ist aufwändig gestaltet und symmetrisch aufgebaut. Über den Fenstern befinden sich segmentbogige Giebel, über dem Eingang ein Dreiecksgiebel. Auffällig ist das Bogenfeld unter dem Dreiecksgiebel über der Tür mit einem gerahmten Frauenkopf.                                                                         | BW |
| 09170117 | Mühlenweg 1–3 (Lage)           | Klinikum, bestehend aus den Häusern A, B, D, F, G, Heizhaus mit Schornstein und Fachwerkturm                          | Das Klinikum liegt westlich von Klosterheide am Weg nach Zippelsförde und ist ein ehemaliges, ab 1910 von der Ortskrankenkasse Charlottenburg erbautes Lungensanatorium. Das Haus B ist das Haupthaus, im Haus G befindet sich die Wäscherei. In den 1930er Jahren wurde sie als „Klinik Kurmark“ zu einem Entbindungsheim des Lebensborn e. V. ausgebaut. | weitere Bilder |
| 09171188 | Zum Rosenhof 15 (Lage)         | Rosenhof, bestehend aus Wohnhaus mit zwei Seitenflügeln, Einfriedung, Einfahrtstor und gärtnerisch gestaltetem Umfeld | Der Rosenhof besteht aus einem Landhaus und einem Park. Das Haus wurde 1928 für Wilhelm Zoellner nach einem Entwurf des Architekten Otto Rudolf Salvisberg erbaut und 1936–1938 für einen neuen Eigentümer wesentlich umgebaut. Das Wohnhaus ist zweigeschossig, die zwei Seitenflügel eingeschossig. Die Fassade ist seit dem Umbau im Stil des Neobarock gestaltet. Die drei mittleren Achsen bilden einen Risalit, in der Mitte befindet sich der Eingang unter einem Altan mit Säulen. Die Anlage ist heute in Privatbesitz und nicht zugänglich. | Rosenhof, bestehend aus Wohnhaus mit zwei Seitenflügeln, Einfriedung, Einfahrtstor und gärtnerisch gestaltetem Umfeld |

### Lindow (Mark)
| ID-Nr.   | Lage                           | Bezeichnung | Beschreibung | Bild |
| -------- | ------------------------------ | --- | --- | --- |
| 09170299 | Kloster 1–5, 9 (Lage)          | Nonnenkloster (heute Evangelisches Stift Kloster Lindow), bestehend aus Grundmauern der Klosterkirche, Konventgebäude, Fachwerkgebäude, Klosterschule, Dominat, Konventualinnenhaus mit Hofgebäude, Amtshaus (Hauptgebäude), Lindenhaus, Justus-Perels-Haus, Waschhaus, Remise, gärtnerisch gestalteten Freiflächen und Friedhof | Das Kloster wurde um 1230 als Zisterzienserinnenkloster durch die Grafen von Arnstein als deren Hauskloster gegründet. Mit dem Tod des letzten Grafen von Lindow-Ruppin fiel das Kloster 1524 an die Mark Brandenburg, zu dieser Zeit gehörte es zu den reichsten Klöstern der Mark. Im Jahre 1542 führte man die Reformation ein. | weitere Bilder |
| 09170300 | Am Wutzsee 2 (Lage)            | Klostermühle | Eine Mühle wird hier bereits 1530 erwähnt. In den Jahren 1805 und 1846 brannte die Mühle ab, wurde aber immer wieder aufgebaut. 1858 wurde sie auf Dampfantrieb umgestellt. Das Gebäude ist ein eingeschossiges Haus mit Drempel und Satteldach. | weitere Bilder |
| 09171385 | Am Wutzsee 4 (Lage)            | Villa „Elina“ | Die Villa entstand 1898 für einen Apotheker. Das eingeschossige Haus hat ein Schopfwalmdach und an den Traufseiten zweistöckige Risalite. Das Dachgeschoss und das Obergeschoss zeigen Fachwerk bzw. eine Verbretterung. | Villa „Elina“ |
| 09171277 | Arthur-Fleury-Straße 54 (Lage) | Gaststätte „Waldfrieden“, bestehend aus Gasthaus, Saalbau, Wirtschaftsgebäuden, Schießhaus, Logierhaus und Pavillon | Die Gaststätte ist das ehemalige Schützenhaus. Nachdem der Vorgängerbau 1866 abbrannte, wurde das heutige Gebäude erbaut, allerdings 1895 umgebaut. 1905 brannte der Saalbau ab, wurde aber wieder hergestellt. Die Anlage besteht aus Gasthaus, Saalbau, Wirtschaftsgebäuden und Schießhaus entsprechend einem Vierseithof. Die Gebäude haben einen Feldsteinsockel und sind darüber aus Ziegeln erbaut. Die Gaststätte ist ein Beispiel für Ausflugslokale um 1900. | Gaststätte „Waldfrieden“, bestehend aus Gasthaus, Saalbau, Wirtschaftsgebäuden, Schießhaus, Logierhaus und Pavillon           |
| 09171166 | Bahnhofstraße 29 (Lage)        | Postamt mit Einfriedung | Das Postamt wurde 1899 erbaut. Es ist ein zweigeschossiges, traufständiges Haus. An der Straßenseite befindet sich ein Turm mit einem Pyramidendach. Im Jahr 1937 wurde rechts ein Wohnhaus angebaut. | Postamt mit Einfriedung |
| 09171284 | Bahnhofstraße 52 (Lage)        | Villa mit zwei Nebengebäuden und Einfriedung | Die zweigeschossige Villa wurde 1895 in Ziegel-Sichtmauerwerk erbaut. Die Fassade der Straßenseite zeigt einen Risalit mit einem Zwerchgiebel. Hinter dem Gebäude im Hof befinden sich Nebengebäude. | Villa mit zwei Nebengebäuden und Einfriedung                                                                                  |
| 09171210 | Bahnhofstraße 67 (Lage)        | Bahnhof Lindow, bestehend aus Empfangsgebäude, Stellwerkshäuschen, Güterschuppen, Stallgebäude und Pflasterung | Der Bahnhof wurde von der Löwenberg-Lindower Kleinbahn AG 1895–1896 erbaut. Das Empfangsgebäude ist ein zweieinhalbgeschossiges Haus mit einem flachen Dach. Im südlichen Anbau befand sich die Gaststätte. | weitere Bilder |
| 09170272 | Gühlen 5a (Lage)               | Landgut Gühlen, bestehend aus Landhaus, nördlichem und südlichem Verbindungsbau, Wirtschaftsgebäude, zwei Bootshäusern, Schuppen, Park und Einfriedung | Das Landgut Gühlen wurde um 1900 erbaut, der Bauherr war Graf Eulenberg. Im Jahre 1926 kaufte der Reichsbankpräsident Hjalmar Schacht das Landgut. Nach 1945 wurde das Haus als Gästehaus des DDR-Ministerrats genutzt. Seit 1996 ist es ein Hotel. Das Landhaus ist ein zweigeschossiges Haus mit einem Satteldach. Zum Landgut gehören noch Verbindungsbauten und ein Wirtschaftsgebäude und weitere Häuser.                                                        | BW |
| 09171647 | Harnackstraße (Lage)           | Jüdischer Friedhof | Der Jüdische Friedhof wurde im Jahre 1824 angelegt, die letzte Beisetzung fand 1938 statt, möglicherweise auch erst 1947. Der Friedhof wurde während der NS-Zeit nicht zerstört. | Jüdischer Friedhof |
| 09171222 | Mittelstraße 32 (Lage)         | Gemeindehaus | Das Gemeindehaus wurde 1755 als Pfarrhaus erbaut. Es ist ein zweigeschossiges Haus mit einem Schopfwalmdach. In der mittleren der sieben Achsen befindet sich der Eingang, diese Achse ist hervorgehoben durch einen Risalit. | Gemeindehaus |
| 09171223 | Mittelstraße 33 (Lage)         | Schule | Seit 1574 ist hier eine Schule bekannt. Das erste Schulhaus wurde 1755 nach einem Brand erbaut. Dieses wurde von 1893 bis 1985 durch den jetzigen Bau ersetzt. Es ist ein eingeschossiges Gebäude mit einem Schopfwalmdach im Stil des Historismus. | Schule |
| 09171037 | Mittelstraße 34 (Lage)         | Kantor- und Schulhaus (heute Wohnhaus) | Das Haus wurde als Wohnhaus im Jahr 1755 erbaut, später wurde es als Kantor- und Schulhaus genutzt. Heute ist es wieder ein Wohnhaus. Es ist ein eingeschossiges traufständiges Haus mit einem Schopfwalmdach. | Kantor- und Schulhaus (heute Wohnhaus)                                                                                        |
| 09171161 | Pestalozziweg 9 (Lage)         | Katholische Kirche St. Joseph | Der Klinkerbau wurde in der Zwischenkriegszeit nach einem Entwurf des Berliner Architekten Wilhelm Fahlbusch erbaut. | weitere Bilder |
| 09170301 | Straße des Friedens (Lage)     | Ensemble Straße des Friedens | Die Straße des Friedens ist die Hauptstraße des Ortes, ein alter Heer- und Handelsweg. Im Bereich des heutigen Standorts der Kirche befand sich das Ruppiner Tor. Etwa in der Mitte steht das Rathaus, das Ende in nördlicher Richtung bildet der Markt. Geprägt ist die Straße durch die meist zweigeschossigen Häuser. | Ensemble Straße des Friedens                                                                                                  |
| 09171342 | Straße des Friedens (Lage)     | Transformatorenhaus | Das Transformatorenhaus wurde Anfang des 20. Jahrhunderts erbaut und steht südlich der Kirche. Das Gebäude hat einen quadratischen Grundriss und ein Walmdach. Die Gestaltung lehnt sich dem Barock an und passt so zur Kirche. | Transformatorenhaus |
| 09171336 | Straße des Friedens 1 (Lage)   | Wohnhaus | Das Wohnhaus wurde 1913/1914 erbaut. | Wohnhaus |
| 09171213 | Straße des Friedens 2 (Lage)   | Wohnhaus | | Wohnhaus |
| 09171018 | Straße des Friedens 7 (Lage)   | Wohnhaus mit Hofgebäuden | Das Haus wurde 1747 erbaut. Die Fassade wird geprägt durch vier Lisenen, in der Mitte liegt eine Tordurchfahrt. Über der Tordurchfahrt befindet sich ein Balken mit der Inschrift: „OBGLEICH DER NEID ZU HINDERN DACHT, SO IST ES DOCH MIT GOTT VOLLBRACHT“. Links davon liegen ein Laden für eine Druckerei und eine Buchhandlung, diese stellte von 1897 bis 1943 die Lindower Zeitung her.                                                                         | Wohnhaus mit Hofgebäuden |
| 09171346 | Straße des Friedens 8 (Lage)   | Wohnhaus mit Hofgebäuden | Das Haus wurde 1803 erbaut und ist ein traufständiges, zweigeschossiges Gebäude mit fünf Achsen. Die Achsen sind durch Lisenen getrennt. In der mittleren Achse befindet sich der Eingang, davor liegt eine kleine Freitreppe. | Wohnhaus mit Hofgebäuden |
| 09171347 | Straße des Friedens 10 (Lage)  | Wohnhaus mit Hofgebäuden | Das Haus wurde nach dem Brand im Jahre 1803 erbaut. Es ist ein traufständiges, zweigeschossiges Haus mit fünf Achsen. Vor dem Eingang in der Mitte befindet sich eine Freitreppe. | Wohnhaus mit Hofgebäuden |
| 09171278 | Straße des Friedens 12 (Lage)  | Wohnhaus mit Seitenflügel | | Wohnhaus mit Seitenflügel |
| 09171053 | Straße des Friedens 14 (Lage)  | Wohnhaus mit Hofgebäuden | | Wohnhaus mit Hofgebäuden |
| 09170898 | Straße des Friedens 15 (Lage)  | Wohnhaus | | Wohnhaus |
| 09171224 | Straße des Friedens 16 (Lage)  | Wohnhaus mit drei Wirtschaftsgebäuden | Das Haus wurde um 1803 erbaut und 1873 um ein Stockwerk aufgestockt. Es ist ein Massivbau mit einer spätklassizistischen Fassade. Das Haus wird auch „Puppenhaus“ genannt, da es auf dem Traufgesims vier Figuren trägt, die wahrscheinlich (von links nach rechts) Polyhymnia, Urania, Kalliope und Euterpe darstellen. | Wohnhaus mit drei Wirtschaftsgebäuden                                                                                         |
| 09171262 | Straße des Friedens 17 (Lage)  | Wohnhaus mit Gaststätte und Stall | | Wohnhaus mit Gaststätte und Stall                                                                                             |
| 09170899 | Straße des Friedens 19 (Lage)  | Wohnhaus | | Wohnhaus |
| 09171343 | Straße des Friedens 20 (Lage)  | Rathaus | | weitere Bilder |
| 09171263 | Straße des Friedens 23 (Lage)  | Wohnhaus mit Seitenflügeln und Quergebäude | | Wohnhaus mit Seitenflügeln und Quergebäude                                                                                    |
| 09171225 | Straße des Friedens 24 (Lage)  | Wohn- und Geschäftshaus mit Seitenflügeln, Pavillon und Einfriedung | Das Haus wurde 1880–1882 erbaut, der Vorgängerbau war 1879 abgebrannt. Es ist ein dreigeschossiges, traufständiges Haus. Die Fassade ist im spätklassizistischen Stil gehalten. An den beiden Ecken befindet sich zweigeschossige Erker. | Wohn- und Geschäftshaus mit Seitenflügeln, Pavillon und Einfriedung                                                           |
| 09171264 | Straße des Friedens 25 (Lage)  | Wohnhaus (vormals Apotheke) mit Seitenflügel und Stall | Die zweigeschossige ehemalige Apotheke wurde zu Beginn des 19. Jahrhunderts erbaut. Das Zwerchhaus und die Gauben wurden 1907 hinzugefügt. | Wohnhaus (vormals Apotheke) mit Seitenflügel und Stall                                                                        |
| 09171279 | Straße des Friedens 27 (Lage)  | Wohnhaus mit Seitenflügel | Das Haus wurde Anfang des 19. Jahrhunderts erbaut. Es hat sechs Achsen, die beiden mittleren Achsen sind durch einen Risalit hervorgehoben. Rechts befinden sich ein Tor. | Wohnhaus mit Seitenflügel |
| 09171280 | Straße des Friedens 28 (Lage)  | Wohnhaus mit Seitengebäude | Das Haus wurde Anfang des 19. Jahrhunderts erbaut. Es ist ein zweigeschossiges, massives Haus. Rechts befindet sich eine Toreinfahrt, links ein Eingang zum Stadtcafé. Vor dem Eingang liegt eine Freitreppe. | Wohnhaus mit Seitengebäude |
| 09171337 | Straße des Friedens 33 (Lage)  | Hotel und Restaurant „Am Wutzsee“ | Das Haus wurde im Jahre 1900 als Seeger's Hotel erbaut, ab 1901 hieß es Otto Uebels Hotel. Von 1956 bis 1990 befand sich hier das Kulturhaus. Das Haus ist zum Markt hin höher als an der Straße des Friedens, hier befindet sich im Haus ein Saal mit einer Bühne. An der Straße zum Frieden befindet sich ein Stufengiebel. | Hotel und Restaurant „Am Wutzsee“                                                                                             |
| 09171058 | Straße des Friedens 34 (Lage)  | Wohnhaus | Das Haus wurde in der zweiten Hälfte des 18. Jahrhunderts erbaut. | Wohnhaus |
| 09171344 | Straße des Friedens 41 (Lage)  | Wohnhaus mit Seitenflügel und Speichergebäude | Das Haus ist ein älteres eingeschossiges Fachwerkhaus, das 1903 eine Putzfassade erhielt. | Wohnhaus mit Seitenflügel und Speichergebäude                                                                                 |
| 09171130 | Straße des Friedens 44 (Lage)  | Wohnhaus | | Wohnhaus |
| 09171246 | Straße des Friedens 53 (Lage)  | Wohnhaus mit Nebengebäude | | Wohnhaus mit Nebengebäude |
| 09170900 | Straße des Friedens 56 (Lage)  | Wohnhaus | | Wohnhaus |
| 09171247 | Straße des Friedens 57 (Lage)  | Wohnhaus | | Wohnhaus |
| 09171131 | Straße des Friedens 62 (Lage)  | Pfarrhaus | | Pfarrhaus |
| 09171132 | Straße des Friedens 65 (Lage)  | Wohnhaus | | Wohnhaus |
| 09170211 | Straße des Friedens 74 (Lage)  | Wohnhaus | | Wohnhaus |
| 09170302 | Straße des Friedens 77 (Lage)  | Pfarrkirche | | weitere Bilder |
| 09170100 | Straße nach Gühlen 10 (Lage)   | Klinik Wilhelmshöhe, bestehend aus Hauptgebäude, Aufnahmegebäude, Wohn- und Wirtschaftsgebäuden, Pumpenhaus und Gartenanlagen | Die ehemalige Lungenheilstätte Wilhelmshöhe wurde 1913 durch die Landesversicherungsanstalt Brandenburg erbaut. Sie war ein Genesungsheim für Frauen, nach 1945 ein Sanatorium. Seit 1997 wird sie als Salus-Klinik Lindow genutzt. Die Anlage liegt im Stadtforst von Lindow. | Klinik Wilhelmshöhe, bestehend aus Hauptgebäude, Aufnahmegebäude, Wohn- und Wirtschaftsgebäuden, Pumpenhaus und Gartenanlagen |

### Schönberg
Das Straßen- oder Sackgassendorf liegt etwa vier Kilometer südlich von Lindow(Mark). Erst mal erwähnt wurde der Ort im Jahr 1365.
| ID-Nr.            | Lage                              | Bezeichnung                                         | Beschreibung | Bild                                                |
| ----------------- | --------------------------------- | --------------------------------------------------- | --- | --------------------------------------------------- |
| 09170414 Wikidata | Schönberger Dorfstraße 44b (Lage) | Dorfkirche                                          | Die Kirche wurde 1689 als Saalbau aus Fachwerk erbaut, an der Westseite befindet sich ein Turm mit Pyramidendach. Der Kanzelaltar stammt aus der Bauzeit, ebenso der Taufengel. Die größere von zwei Bronzeglocken stammt möglicherweise aus dem 15. Jahrhundert und hat einen Durchmesser von 87 Zentimeter, die kleinere möglicherweise aus dem 14. Jahrhundert und hat einen Durchmesser von 70 Zentimeter. | weitere Bilder                                      |
| 09170413          | Schönberger Dorfstraße (Lage)     | Sowjetischer Ehrenfriedhof, nördlich der Dorfkirche | Der Ehrenfriedhof wurde 1946 angelegt und 1967 sowie 2002 renoviert. Der heutige Obelisk ist aus Granit, vor der Renovierung war er aus Steinguss. Auf dem Obelisk sind 26 Namen von Gefallenen verzeichnet, genannt werden auch drei Unbekannte. | Sowjetischer Ehrenfriedhof, nördlich der Dorfkirche |

## Ehemalige Baudenkmale
| ID-Nr. | Lage                                        | Bezeichnung                               | Beschreibung | Bild |
| ------ | ------------------------------------------- | ----------------------------------------- | --- | --- |
|        | Klosterheide Klosterheider Straße 14 (Lage) | Stallgebäude und Reste der Hofpflasterung | Das Stallgebäude in Klosterheide wurde um 1890 erbaut. Es ist ein eingeschossiger Bau aus Ziegeln. Von der Hofpflasterung sind nur noch Reste vorhanden. | [[Vorlage:Bilderwunsch/code!/C:52.990413,12.973047!/D:Klosterheide Klosterheider Straße 14, Stallgebäude und Reste der Hofpflasterung!/\|BW]] |